# Halina Bachulska

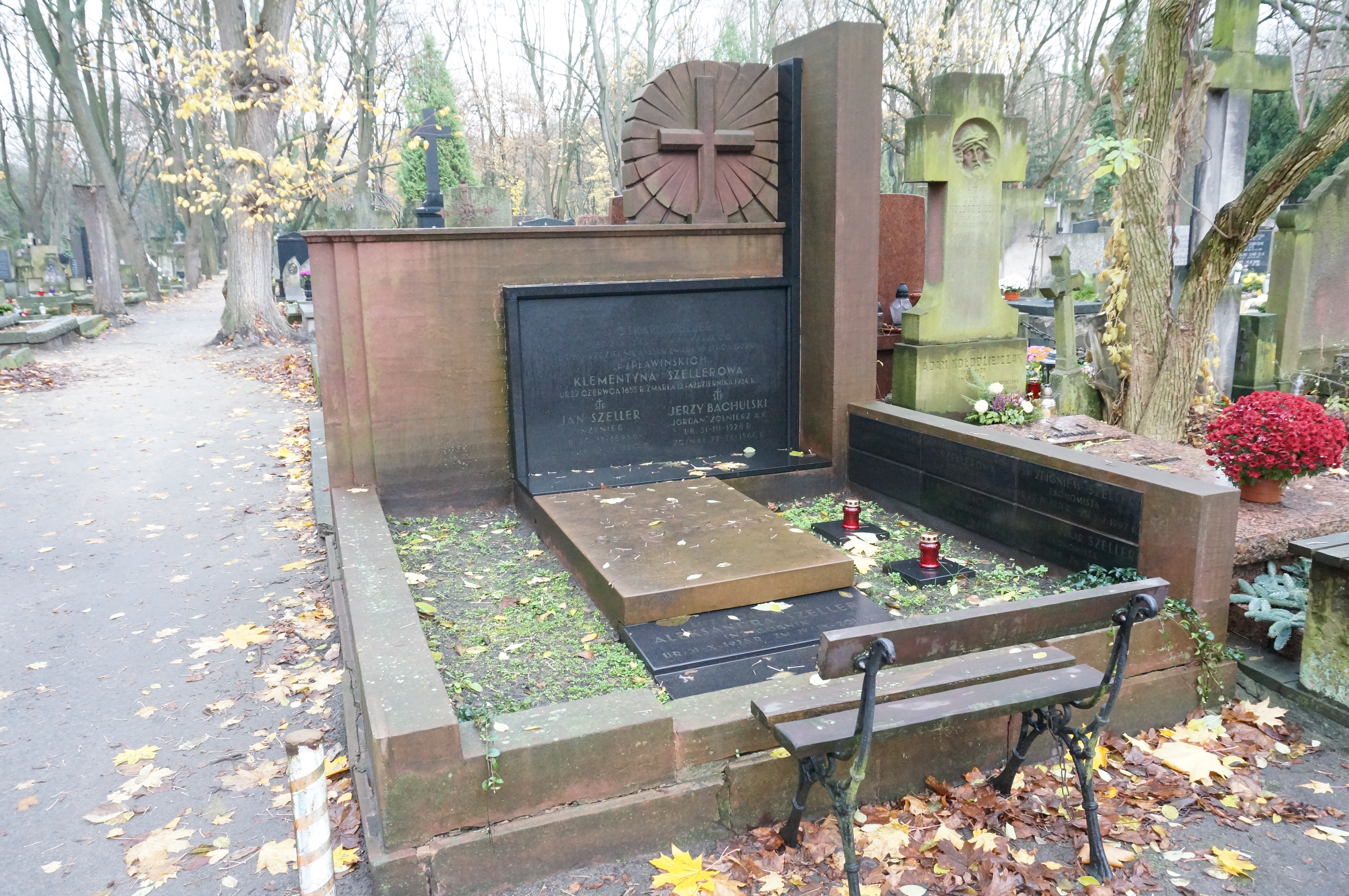
Grób Haliny Bachulskiej na cmentarzu Powązkowskim

Halina Bachulska z domu Szeller (ur. 13 czerwca 1895 w Warszawie, zm. 17 października 1962 tamże) – polska historyk, bibliograf. 

## Życiorys
Absolwentka historii UW pod kierunkiem Marcelego Handelsmana. Od 1917 pracowała w Towarzystwie Naukowym Warszawskim nad bibliografią nowożytnej historii Polski. Od 1951 pracownik Instytutu Historii PAN. Jej mężem był Aleksy Franciszek Bachulski.
Pochowana na cmentarzu Powązkowskim (kwatera 227-6-1/2).

## Wybrane publikacje
- Bibliografia prac prof. Marcelego Handelsmana 1903-1928,  Warszawa 1929.
- (współautorzy: Marceli Handelsman, Ryszard Przelaskowski), Bibliografia historii polskiej 1815-1914, Cz. 1: Wstęp, z. 1, Warszawa: Towarzystwo Naukowe Warszawskie 1939.
- Bibliografia historii Polski : 1815-1914. T. wstępny, oprac. Halina Bachulska, Warszawa: PWN 1954.